# Sip My Ocean

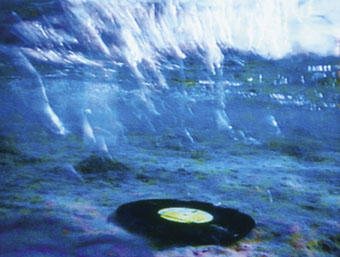
Sip My Ocean, Videostill

Sip My Ocean ist eine Audio-Video-Installation der Schweizer Künstlerin Pipilotti Rist aus dem Jahr 1996.

## Beschreibung
Das achtminütige Video aus dem Jahr 1996 wird über Eck auf zwei benachbarte Wände projiziert. Die Begrenzungslinie der Wände bildet die Symmetrieachse der kaleidoskopähnlichen Bilder. Auch Fussboden und Decke sind Projektionsflächen. Schnell aufeinander folgende Kamerabewegungen fangen den Blick ein und lenken ihn in die Tiefe des Bildes, nach oben und unten. Es beginnt mit Unterwasserszenen, ein Spielzeugwohnwagen stürzt in die Meerestiefe. Nach einer Unterbrechung durch mehrere schnell aufeinander folgende Testbilder fährt die Kamera über den Meeresboden, Fische umschwärmen Korallen. Ein Fernsehgerät treibt im Meer, die Kamera schaukelt. Lichtwellen bewegen sich über den Meeresboden, weg vom Betrachtenden. Immer mehr Gegenstände fallen auf den Meeresboden, Geschirr, auch eine Schallplatte. Die Kamera fährt auf Schamhaare zu, ein Auge wird in Grossaufnahme gezeigt. Das Abschlussbild zeigt eine Frau, die nach oben in Richtung auf die Wasseroberfläche schwimmt.

## Entstehung

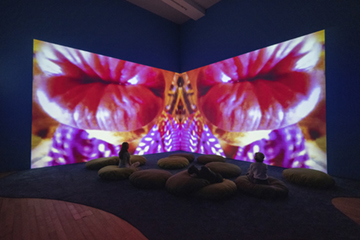
Installation Sip My Ocean

Szenen des Videos wurden unter Wasser in einem Korallenriff mit Seeanemonen und Seegras gedreht.
Chris Isaak komponierte den Song Wicked Game, der von Rist und Anders Guggisberg interpretiert wird. Rist singt im Duett mit sich selbst: Eine Stimme klingt hoch und süsslich, die andere ist eher ein raues Schreien mit einer männlichen Stimme im Hintergrund. Rist singt Teile des Textes in beiden Stimmen und stellt sie so gegeneinander. Dies verändert die friedliche Wirkung der Bilder. Es gibt dem Video Ecken und Kanten und bringt den Ton als eigenständige Dimension ein. Immer wieder ist zu hören: «I don’t want to fall in love.»
Rist wies darauf hin, dass diese Arbeit ihre gegenwärtige Form erst über drei Stationen erreicht habe.  Anfangs sei in der Mitte ein Spiegel gestanden, etwa so breit wie eine Person. Gegenüber sei ein Video mit Rists Schwestern in der Sonntagstracht von Sankt Gallen mit silbrig-goldenen Hüten gezeigt worden, gemischt mit Szenen einer brasilianischen Tänzerin in Blau und Silber mit Fäden und Pailletten. Kopf und damit Geist würden in beiden Trachten betont, es komme so zu einer Verschmelzung von Brasilien und der Schweiz. Das Video habe sich in dem Arrangement gespiegelt. Bei der dritten Präsentation sei sie zu der Anschauung gelangt, dass die beiden in der Ecke gespiegelten Unterwasservideos für sich genommen viel klarer seien als in der Kombination. So habe sie das erste Video ab diesem Zeitpunkt weggelassen. Eine «kathartische» Wirkung auf das Publikum sei beabsichtigt.

## Kunstgeschichtliche Einordnung und Deutung

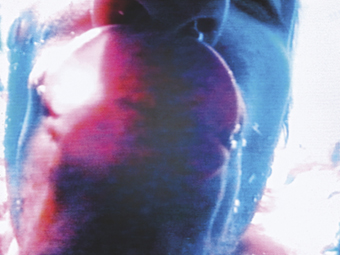
Sip My Ocean, Videostill

Wendy Haslem schrieb in ihrer Besprechung der Ausstellung in Sydney 2017/2028, das Video zeige eine Weiterentwicklung der Videotechnik: Rists Bilder und Narrative befänden sich an der Schnittstelle von Kunst, Film, Skulptur und Fotografie. Die ausdrucksstarke Farbgebung und die Verwendung von Größenveränderungen wie Close-Ups bezögen das Publikum ein, brächten traditionelle Sehgewohnheiten ins Wanken und sprengten damit die bisherigen Grenzen der Videotechnik.
Leibesbrief (1992) war Rists erstes Video, das im Raum über Eck projiziert wurde. Ab Sip My Ocean beschränkt Rist die Projektionsfläche ihrer Videos nicht mehr auf den Monitor. Während in Sip My Ocean die Über-Eck-Projektion achsensymmetrisch ist, überlappen sich in Ever Is Over All (1997) die Bilder. Viele der folgenden Projekte, auch in den 2000er Jahren, füllen Wände mit immer ausladenderen und hypnotischeren Bilder, so etwa Worry Will Vanish Horizon (2014). So wird das Kunstwerk Teil der Architektur des Raumes.
In einem Gespräch mit dem Kurator Richard Julin äußerte Rist, der Song sei ein «Beschwörungslied über den unmöglichen Wunsch, sich nicht mehr zu verlieben. Gleichzeitig auch über die Sehnsucht, mit einem anderen Menschen symbiotisch zu sein.» Diese sei in vielen Liebesliedern ausgedrückt. Wasser sei in der Arbeit «das verstärkende Symbol der Grenzenlosigkeit» und zeige den tiefen Wunsch nach der frühen Schwerelosigkeit in der Gebärmutter und der ursprünglichen Synchronizität mit der Mutter. In dem Lied stecke aber auch der Kontrast dazu, das Herausfallen aus einem Ganzen. Eine positive Darstellung von Hysterie sei ihr wichtig, sie vereinige «das Rituelle und das Explosionsartige». Eine «kathartische» Wirkung auf das Publikum sei intendiert.
Rist nannte Sip My Ocean eine Schwesterarbeit der späteren Installation Tyngdkraft, var min vän. In beiden sei sie unter Wasser gegangen. Die Muskelentspannung dort habe Einfluss auf das Denken.

## Präsentation und Rezeption

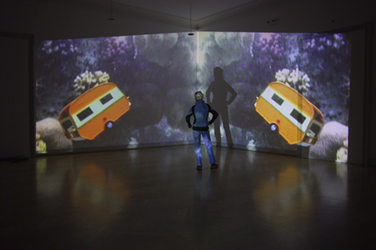
Sip My Ocean, Präsentation in einer Ausstellung

Die ersten Varianten der Arbeit zeigte Rist 1994 in ihrer ersten Einzelausstellung in der Kunsthalle Sankt Gallen, unter anderem zusammen mit Das Zimmer (1994/2000). Damals sei der Titel der Arbeit, so Rist, noch Grossmut begatte mich geheißen, gefolgt sei ein Zwischentitel: Search Wolken, Suche Clouds.
Massimiliano Gioni äusserte in einem Interview mit Pipilotti Rist, Pickelporno und Sip My Ocean hätten auch ausserhalb des Kunstbereichs Aufmerksamkeit erregt.
Die gleichnamige Werkschau im Museum of Contemporary Art in Sydney 2018, war ein so grosser Erfolg, dass das Museum an seine Kapazitätsgrenzen geriet, obwohl Rist vorher in Australien kaum bekannt gewesen war. Angeregt durch Rists Umgang mit dem menschlichen Körper, konnte die Ausstellung an einem Abend nackt besucht werden. Die sozialen Medien hatten an dem Erfolg grossen Anteil. In den letzten Wochen wurden wegen des Andrangs Besuchszeiten angeboten, in denen das Publikum gebeten wurde, für seinen Kunstgenuss die Mobiltelefone auszuschalten und sich auf den Kunstgenuss zu konzentrieren.